# Famille de La Ville
 (mai 2023).
Si vous disposez d'ouvrages ou d'articles de référence ou si vous connaissez des sites web de qualité traitant du thème abordé ici, merci de compléter l'article en donnant les références utiles à sa vérifiabilité et en les liant à la section « Notes et références ».
 (avril 2025).
Améliorez-le ou discutez des points à vérifier. 
La famille de La Ville est une famille originaire du Poitou, qui forma deux branches dites, de Baugé anoblie en 1654, et de Férolles des Dorides anoblie en 1586. Ces deux branches, qui se sont toutes deux développées dans les Deux-Sèvres, forment deux familles subsistantes de la noblesse française.

## Histoire
La famille de La Ville prouve sa filiation depuis Pierre de La Ville, sieur de Baugé et de Férolles, qui testa en 1563 et laissa de Jeanne Le Maistre : François, auteur de la branche de Baugé, et Nicolas, auteur de la branche de Férolles des Dorides.

### Branche ainée de Baugé
La branche de Baugé fut anoblie en 1654 et maintenue noble en 1671.
Cette branche a pour auteur François de La Ville, sieur de Baugé et de Lardillier, marié en 1577 à Catherine Bodin, dont le fils Jean, avocat en Parlement, marié en 1615 à Françoise Falloux, fut père d’Uriel, seigneur de Baugé, sénéchal et premier capitaine de la ville de Thouars, déclaré roturier, anobli pour services militaires en 1654, nonobstant la révocation de 1664 lettres patentes de 1671 mais non enregistrées et finalement confirmées en 1789, d'où postérité.

### Branche cadette de Férolles des Dorides
Nicolas de La Ville, seigneur de Férolles, 2e fils de Pierre et de Jeanne Le Maistre, fut anobli en 1586, reçut des lettres de surannation et d’anoblissement en tant que de besoin en 1609, et fut confirmé noble en 1611. II épousa en 1685 Louise Sochet. Leur fils, Nicolas de La Ville, seigneur de Férolles épousa en 1623 Charlotte des Herbiers, dame des Dorides, d'où postérité. La branche de Férolles des Dorides fut maintenue noble en 1627, 1667, 1699, et 1715.

## Personnalités

### Branche de Baugé
- Jean de La Ville, seigneur de Baugé (1580-1644), avocat en parlement, lieutenant général et premier capitaine de Thouars ;
- Uriel de La Ville, seigneur de Baugé (1616-1689), sénéchal de Thouars, anobli pour services militaires en 1653 ;
- Pierre François de La Ville de Baugé (1647-1712), conseiller du roi, sénéchal et maire de Thouars :
- Pierre Alexandre Henry de La Ville de Baugé (1734- ), maire de Thouars ;
- Pierre-Louis de La Ville-Baugé (1764-1834), chef vendéen durant la Révolution française, membre du Conseil de guerre et officier général de l'Armée catholique et royale de Vendée, grand prévôt de la Côte-d'Or en 1816, maire de Thouars de 1821 à 1830 ;
- Félix de La Ville-Baugé (1890-1974), conseiller général de la Haute-Marne, élu du canton de Châteauvillain (1954-1973) et maire de Dinteville, officier de la Légion d'honneur, croix de guerre 1914-1918 et croix de guerre 1939-1945 ;
- Henri Anne Marie Pierre Hubert de La Ville-Baugé (1926-2022), fils du précédent, conseiller municipal de Dinteville et conseiller général de la Haute-Marne, élu du canton de Châteauvillain (1992-1998).
- Jean-Félix de La Ville-Baugé (1972), avocat, écrivain, éditeur, conseiller politique[réf. nécessaire], directeur de publication du Courrier de Russie, prix Louis-Barthou de l'Académie française.

### Branche de Férolles des Dorides
- Pierre-Eléonore de La Ville de Férolles ( -1705), maréchal de camp, gouverneur général de Guyane de 1681 à 1705, lieutenant-général pour le roi des iles et terre ferme de l'Amérique et gouverneur des iles et terre ferme de Cayenne de 1701 à 1705 ;
- Jules Antoine de La Ville de Férolles des Dorides (1710-1765), dit l'abbé des Dorides, prieur commendataire du prieuré royal de Montjean, chanoine, grand archidiacre et grand vicaire de Luçon[5] ;
- Antoine de La Ville de Férolles des Dorides (1736-1819), lieutenant-général[réf. nécessaire], officier de l'armée des émigrés, commandeur de l'ordre royal et militaire de Saint-Louis[6] ;
- Charles Marc de La Ville de Férolles des Dorides (1765-1809), lieutenant-colonel d'infanterie, officier de l'Armée des émigrés, chevalier de Saint-Louis ;
- Charles de La Ville de Férolles des Dorides (1830-1889), aide de camp du général Louis Juchault de Lamoricière, journaliste et rédacteur du Moniteur de Rome, naturalisé italien ;
- Isabelle de La Ville de Férolles des Dorides (née Chodron de Courcel), maire de La Forêt-sur-Sèvre (1995-2008), présidente du SAGE de la Sèvre Nantaise, du Syndicat des Sources de la Sèvre Nantaise, de l'Office de tourisme du Pays du Bocage bressuirais, vice-présidente du Pays du bocage bressuirais.

## Alliances

### Branche ainée de Baugé
de Montesquiou-Fezensac (1923), de Clermont-Tonnerre, de Bertoult d'Hautecloque, de Vogüé.

### Branche de Férolles des Dorides
d'Hémery (1928), de Tascher de La Pagerie, de La Barre de Nanteuil Le Flô, de Bernard de La Barre de Danne, Pépin de Bellisle, de La Garde, Jacquelot de Chantemerle de Villette, de Puget de Cabassole du Réal de Barbentane, Poignand du Fontenioux, Mosnay Goguet de Boishéraud, de Bélenet, Chodron de Courcel, Roullet de La Bouillerie, Bout de Marnhac.

## Armes
D'argent, à la bande de gueules

### Sources et bibliographie
- E. de Séréville, F. de Saint-Simon, Dictionnaire de la noblesse française, 1975, page 620
- Raoul de Warren, Grand Armorial de France, tome 6, 1952, p. 463-464
- Louis Lainé, Dictionnaire véridique des origines des maisons nobles ou anoblies du royaume de France: contenant aussi les vrais ducs, marquis, comtes, vicomtes et barons, volume 2, 1819, page 471
- Henri de La Messelière, Filiations Bretonnes, Saint-Brieuc, Prudhomme, 1924, tome 5, p. 370-372
- Bruno de La Ville de Férolles des Dorides, Henri de La Ville-Baugé, Généalogie de la famille de La Ville, et de ses branches de La Ville de Férolles, de La Ville de Baugé, de La Ville de Férolles des Dorides, complétée de la généalogie de la famille de La Ville de Rigné, 1990